# Pölkenstraße 18 (Quedlinburg)

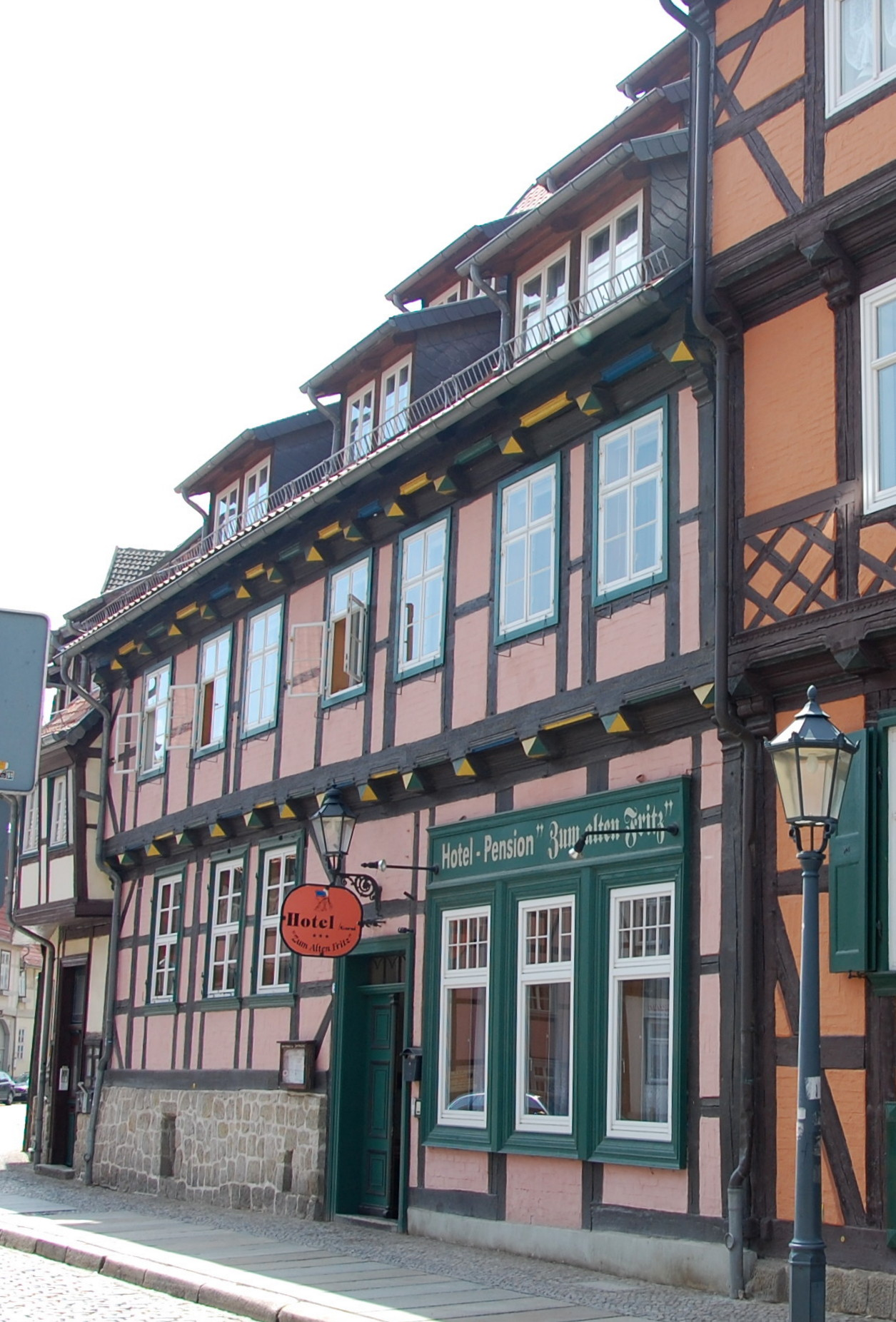
Haus Pölkenstraße 18

Das Haus Pölkenstraße 18 ist ein denkmalgeschütztes Gebäude in der Stadt Quedlinburg in Sachsen-Anhalt.

## Lage
Es befindet sich in der historischen Neustadt Quedlinburgs auf der Westseite der Pölkenstraße. Es gehört zum UNESCO-Weltkulturerbe. Im Quedlinburger Denkmalverzeichnis ist das Gebäude als Wohnhaus eingetragen. Südlich grenzt das gleichfalls denkmalgeschützte Haus Pölkenstraße 17, nördlich das Haus Pölkenstraße 19 an.

## Architektur und Geschichte
Das zweigeschossige Fachwerkhaus entstand im Jahr 1658. An der Stockschwelle des Hauses befindet sich eine mit gekreuzten Beilen versehene Inschrift P.D., die auf den Quedlinburger Baumeister Peter Dünnehaupt verweist. Als weitere allerdings auf den Zimmermeister Andreas Schröder verweisende Inschrift bestehen die mit einem Wappen versehenen Buchstaben M.A S. Ende des 19. Jahrhunderts erfolgte der Einbau eines Ladengeschäfts im Erdgeschoss.
Auf der Nordseite verfügt das Anwesen über einen Seitenflügel. Dieser ebenfalls in Fachwerkbauweise errichtete Bau wurde im 17. Jahrhundert errichtet und verfügt über Fußbänder.